# Дауд Бёрё
Дауд Бёрё (индон.  Daud Beureueh; 17 сентября 1899 — 19 июня 1987 год, Пиди, Ачех) — первый губернатор Ачеха, общественный и религиозный деятель Индонезии, один из лидеров движения Даруль-ислам (Darul Islam). Полное имя Muhammad Daud Beureueh (Мухаммад Дауд из Бёрё). Имеет почётный титул Teungku.

## Краткая биография
Окончил медресе в Пиди, затем преподавал в нескольких мусульманских школах. В 1930 г. основал собственную школу. Был прекрасным оратором. В 1939 г. выступил как реформатор исламского образования. В 1939 г. создал и возглавил Всеачехский Союз Улемов, деятельность которого имела антиколониальную направленность. В октябре 1945 создал подразделения Национальной армии Индонезии и возглавил в Ачехе «священную войну» против японских оккупантов, а в декабре 1945 г. объектом джихада провозгласил ачехских феодалов.
В 1946 г. создал в Аче отделение партии «Машуми».
В 1947 г. назначен вице-президентом Индонезии Хаттой, который в это время находился в Букит-Тингги на Западной Суматре, военным губернатором провинции Ачех, Лангката и Земли Каро в чине генерал-майора, в 1949 г. — губернатором. В 1950 г. отозван на службу в министерство внутренних дел в Джакарту и одновременно назначен членом парламента.
Однако в результате конфликта с центральным правительством в Джакарте, главным образом из-за лишения Ачеха статуса провинции, поднял в 1953 г. антиправительственный мятеж, целью которого провозглашалось превращение ачехских земель в «область ислама» (Даруль-ислам). Он поддержал также сепаратиста Картосувирьо, который провозгласил на Яве т. н. Исламское государство Индонезии. За свою храбрость прозван «ачехским львом». В народе его ласково звали «Абу» (отец).
В 1959 г. правительству удалось через посредничество известного богослова и литератора Ачех Али Хашми, воспитанника Дауда, достичь мирного соглашения о роспуске даруль-исламских отрядов в Ачех. В ответ на это Ачех получил статус особой автономной территории в рамках Индонезии с правом отправлять мусульманские законы. Сам Бёрё спустился с гор только после получения амнистии в 1962 г. Он получил пенсию как военный губернатор и отошёл от политических дел.
Вместе с тем, с появлением в 1978 г. сепаратистского движения «Свободный Ачех» он был арестован и находился под домашним арестом вплоть до 1982 г., когда ему полуслепому разрешили вернуться в родные края, в Бёрё-Сигли в 125 км к востоку от Банда-Ачеха. Похоронен там на территории мечети, построенной им в 1948 г. На похоронах, по свидетельству Уильяма Лиддла, преподавателя Университета Охио, который проводил в Ачехе исследования в 1985—1987 гг., не было никаких высокопоставленных персон, кроме министра сельского хозяйства Малайзии Сануси Джунида, который был зятем покойного.

## Память
- Его именем названа одна из улиц Банда-Ачеха